# Señorío de Segorbe
El Señorío de Segorbe fue un feudo medieval creado el 21 de noviembre de 1279 por el rey Pedro III de Aragón concediéndole en señorío a su hijo Jaime Pérez de Aragón las rentas de tierras de Segorbe pero reteniendo el dominio directo sobre las tierras; de tal forma que si moría sin sucesión, volvería a la Corona.

## Historia
Es antecedente directo del ducado de Segorbe y dejó de ser señorío para convertirse en ducado en 1469, cuando Juan II de Aragón concedió la dignidad ducal en favor de su sobrino Enrique de Aragón y Pimentel, I duque de Segorbe

## Señores de Segorbe
- Jaime Pérez de Aragón (1279-1308), I señor de Segorbe
- Constanza Pérez de Aragón (1308-1320), II señora de Segorbe
  - Artal III de Luna, II señor consorte de Segorbe, VIII señor de Luna
- Lope de Luna, III señor de Segorbe, IX señor y I conde de Luna
- María de Luna, la Grande, IV señora de Segorbe, II condesa de Luna
  - Martín I de Aragón, IV señor consorte de Segorbe, II conde consorte de Luna
- Martín I de Sicilia, V señor de Segorbe, III conde de Luna
- Fadrique de Aragón, VI señor de Segorbe, IV conde de Luna
- Fernando I de Aragón, VII señor de Segorbe
- Enrique de Aragón, infante de Aragón, VIII señor de Segorbe, I duque de Villena
- Enrique de Aragón y Pimentel, el Infante Fortuna, IX señor de Segorbe (1458-1469), más tarde I duque de Segorbe (1469-1489). A partir de aquí sigue la línea sucesoria de los duques de Segorbe

## Actual titular
El actual titular del título es Ignacio de Medina y Fernández de Córdoba, 19º Duque de Sergobe.